# カーチャ・ヴァイツェンベック
カーチャ・ヴァイツェンベック（Katja Weitzenböck, 1967年6月10日 - ）は、オーストリアの女優である。日本東京都出身。

## 出演作品

### 映画
- オーシャンズ・オデッセイ（ブリッタ・シュナイダー）
- トレジャー・オブ・パイレーツ
- ロストトレジャー2 失われたミイラ伝説
- 僕は、パリに恋をする